# Shimizu Tatsujirō
Shimizu Tatsujirō (jap. 清水 辰次郎; * 7. April 1897 in Tokio; † 8. November 1992 in Uji) war ein japanischer Mathematiker.

## Werdegang
Shimizu schloss sein Studium 1924 in Tokio ab und blieb auch einige Jahre danach dort. Im Jahre 1932 wurde er Professor an der Kaiserlichen Universität Osaka. Er wechselte 1949 auf eine Professur an der Universität Kōbe. Zwei Jahre später ging er an die Präfekturuniversität Osaka. Ab 1961 war er Professor an der Naturwissenschaftlichen Universität Tokio. Er blieb bis ins hohe Alter mathematisch aktiv.
Die ersten Arbeiten von Shimizu behandelten Themen der Funktionentheorie, insbesondere der Theorie der meromorphen Funktionen. Eine von ihm und Ahlfors eingeführte Form der Nevanlinna-Charakteristik ist als Ahlfors-Shimizu-Charakteristik bekannt. Später wandte sich Shimizu der angewandten Mathematik zu, insbesondere Differentialgleichungen und numerischer Mathematik.
Zu seinen Schülern zählt Shizuo Kakutani.